# 1932 en Norvège
Chronologie de la Norvège
- 1928
- 1929
- 1930
- 1931
- 1932
- 1933
- 1934
- 1935
- 1936

Cet article présente les faits marquants de l'année 1932 en Norvège ou relatifs à la Norvège.

## Gouvernance
- Haakon VII est roi de Norvège.
- Peder Kolstad dirige le Gouvernement Kolstad jusqu'au 5 mars, puis Jens Hundseid dirige le gouvernement  Hundseid.

## Sport
- La Norvège participe aux Jeux olympiques d'hiver de 1932 organisés à Lake Placid, aux États-Unis. La délégation norvégienne remporte dix médailles, trois d'or, quatre d'argent et trois de bronze, et se classe au deuxième rang du tableau des médailles derrière les États-Unis. Elle compte 19 athlètes : 18 hommes et 1 femme[1].
- La Norvège participe aux Jeux olympiques d'été de 1932 à Los Angeles. Les cinq athlètes norvégiens présents n'ont pas obtenu de médaille.
- Première édition de la Birkebeinerrennet à Rena[2].

## Culture
- L'entrée de service (Vi som går köksvägen), film suédo-norvégien de Gustaf Molander sorti le 12 décembre 1932[3].
- Fantegutten de Leif Sinding, premier film musical norvégien[4].

## Naissances
- Naissance en Norvège en 1932

## Décès
- Décès en Norvège en 1932